# Шабалин (деревня)
Шабалин — деревня в Санчурском муниципальном округе Кировской области.

## География
Расположена на расстоянии примерно 8 км по прямой на юг от райцентра посёлка Санчурск.

## История
Известна с 1802 года как деревня Шабилина с 16 дворами. В 1873 году здесь (Шабалина) было дворов 13 и жителей 116, в 1905 (уже Шабалино) — 20 и 137, в 1926 — 35 и 165, в 1950 (Шабалин) — 34 и 79, в 1989 оставалось 26 постоянных жителей. С 2006 по 2019 год входила в состав Шишовского сельского поселения.

## Население
Постоянное население составляло 13 человек (русские 92 %) в 2002 году, 7 в 2010.